# Apoptygma Berzerk
Apoptygma Berzerk (soms afgekort tot APB of APOP) is een Noorse electro-band, die in 1989 door Stephan L. Groth en Jon Erik Martinsen werd opgericht.

## Geschiedenis
De naam Apoptygma Berzerk is een combinatie van het Griekse begrip apophtygma en een berserker. Kort na de oprichting verliet Martinsen de groep, zodat Apoptygma Berzerk enkele tijd een soloproject was. In de loop der jaren hebben verschillende mensen deel van de band uitgemaakt, waaronder Ted Skogmann, Anders Odden, Rico Darum en Vegard Blomberg. De huidige bezetting omvat naast Stephan L. Groth eveneens gitarist Audun Engel alias Angel, keyboardspeler Geir Bratland en drummer Fredrik Brarud.
De stijl is sedert de oprichting van de groep steeds verder geëvolueerd en omvat naast elementen uit de Electronic Body Music eveneens invloeden van trance en techno, alsook veeleer rock-georiënteerde elementen, doordat men ook van gitaar gebruikmaakt. Men kan Apoptygma Bezerk wel als futurepop omschrijven. De groep maakte naast eigen nummers ook talrijke covers, zoals synthpop-nummers uit de jaren 80, een gitaarsolo van Kurt Cobain en de titelmuziek van de serie Twin Peaks. Het album Sonic Diary bevat uitsluitend covers.
Verschillende leden van Apoptygma Berzerk zijn ook in andere bands actief, waaronder Acid Queen, The Kovenant en Angst Pop, en Stephan L. Groth leidde eveneens het project Fairlight Children. Na het debuutalbum van deze formatie in 2004 is er evenwel geen nieuw werk meer van verschenen.
Vanaf 12 oktober 2007 bracht Apoptygma Berzerk een hele reeks van hun eerste albums opnieuw uit.

## Discografie
- 1990 Victims Of Mutilation (Compact cassette)
- 1991 Ashes to Ashes (single)
- 1992 The 2nd Manifesto (ep)
- 1992 Sex, Drugs and EBM (remixes van Borrowed Time en Burning Heretics)
- 1993 Bitch (maxi-cd)
- 1993 Soli Deo Gloria
- 1994 Deep Red (maxi-cd)
- 1995 Non-Stop Violence (maxi-cd)
- 1996 7
- 1997 Mourn (ep)
- 1998 APBL 1998 (met cd-rom)
- 1998 The Apocalyptic Manifesto
- 1998 Paranoia (maxi-cd)
- 1999 Eclipse (maxi-cd)
- 2000 Welcome To Earth
- 2000 Kathy's Song (Come Lie Next To Me) 1+2 (maxi-cd; ook op vinyl)
- 2001 APBL2000 (ook als dvd)
- 2002 Harmonizer
- 2002 Until the End of the World 1+2 (maxi-cd; ook op vinyl)
- 2002 Suffer in Silence (maxi-cd; ook op vinyl)
- 2002 Suffer in Silence (Trance Remixes)
- 2003 The Singles Collection
- 2004 Unicorn/Harmonizer (met dvd)
- 2005 You And Me Against The World
- 2006 Sonic Diary (beperkte oplage met bonus-cd)
- 2006 Shine On (basic-versie)
- 2006 Shine On (maxi-cd)
- 2006 Love To Blame (basic-versie/premium)
- 2006 Love To Blame (maxi-cd)
- 2006 Cambodia (basic-versie)
- 2006 Cambodia (maxi-cd)
- 2006 Black EP (enkel in de Verenigde Staten)
- 2007 Soli Deo Gloria (heruitgave met drie bonusnummers)
- 2007 7 (heruitgave)
- 2007 Welcome To Earth (heruitgave)
- 2007 APBL2000 (heruitgave)
- 2007 Harmonizer (heruitgave)
- 2007 The Singles Collection (heruitgave)
- 2007 Unicorn EP and The Harmonizer DVD (heruitgave)
- 2009 Apollo (maxi-cd)
- 2009 Rocket Science
- 2010 Imagine there`s no Lennon (dvd)
- 2011 Black EP Vol. 2 (ep)
- 2013 Major Tom (ep)
- 2014 Stop Feeding The Beast (ep)
- 2015 Videodrome (ep)
- 2016 Xenogenesis (ep)
- 2016 U.T.E.O.T.W. (Flexi 7")
- 2016 Exit Popularity Contest
- 2018 SDGXXV EP (ep)
- 2019 SDGXXV
- 2019 SDGXXV EP II (ep)
- 2019 Deep Red (7")
- 2020 Disarm (B-Sides & Rarities)
- 2020 Faceless Fear (B-Sides & Rarities)
- 2020 Nein Danke! (ep)